# 胡明相
胡明相（509年—527年6月3日），安定郡临泾县（今宁夏回族自治区固原市彭阳县）人，北魏孝明帝元诩左昭儀。

## 生平
胡明相是胡太后的同族侄女，但關係遠於孝明帝胡皇后。胡太后欲榮重門族，安排同族女子入宮。胡明相未生育子女。孝昌三年四月十九日（527年6月3日），胡明相逝世於建始殿，年十九歲，五月廿三日（527年7月7日）葬於西陵。

## 家庭

### 曾祖父
- 胡诞，北魏散骑常侍、征虏将军、使持节、豫州刺史

### 祖父
- 胡洪，北魏散骑常侍、征西将军、金紫光禄大夫、使持节岐雍二州刺史、高平侯

### 父亲
- 胡乐世，散骑常侍、征虏将军、都督并州诸军事、使持节并州刺史、阴盘伯